# Klimki (Mazovie)
Pour les articles homonymes, voir Klimki.
Klimki (prononciation : [ˈklimki]) est un village polonais de la gmina de Kadzidło dans le powiat d'Ostrołęka de la voïvodie de Mazovie dans le centre-est de la Pologne.
Il se situe à environ 9 kilomètres au nord de Kadzidło (siège de la gmina), 28 kilomètres au nord d'Ostrołęka (siège du powiat) et à 126 kilomètres au nord de Varsovie (capitale de la Pologne).
Le village compte approximativement une population de 190 habitants en 2006.

## Histoire
De 1975 à 1998, le village appartenait administrativement à la voïvodie d'Ostrołęka.